# Епархия Сандхёрста
 Епархия Сандхёрста  (лат. Dioecesis Sandhurstensis) — епархия Римско-Католической церкви с центром в городе Бендиго, Австралия. Епархия Сандхёрста входит в митрополию Мельбурна. Кафедральным собором епархии Сандхёрста является собор Святейшего Сердца Иисуса.

## История
30 марта 1874 года Римский папа Пий XII выпустил буллу Universi Dominici gregis, которой учредил епархию Балларата, выделив её из епархии Мельбурна.

## Ординарии епархии
- епископ Martin Crane (21.09.1874 — 21.10.1901);
- епископ Stephen Reville (21.10.1901 — 18.09.1916);
- епископ John McCarthy (14.02.1917 — 18.08.1950);
- епископ Bernard Denis Stewart (18.08.1950 — 21.04.1979);
- епископ Noel Desmond Daly (21.04.1979 — 1.07.2000);
- епископ Joseph Angelo Grech (8.03.2001 — 27.12.2010);
- епископ Leslie Rogers Tomlinson (3.02.2012 — по настоящее время).

## Источник
- Annuario Pontificio, Libreria Editrice Vaticana, Città del Vaticano, 2003, ISBN 88-209-7422-3
- Бреве Universi Dominici gregis / Pii IX Pontificis Maximi Acta. Pars prima, Vol. VI, Romae 1874, стр. 311  (лат.)